# ميشيل ستيوارت
ميشيل ستيوارت (بالإنجليزية: Michelle Stuart)‏ هي نحّاتة ورسامة وفنانة أمريكية، ولدت في 1933 في كاليفورنيا في الولايات المتحدة.

## معرض صور

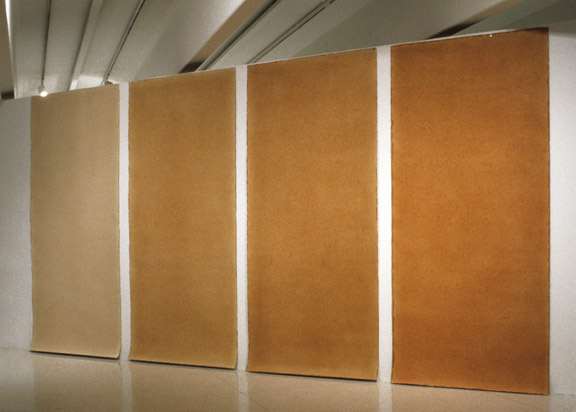
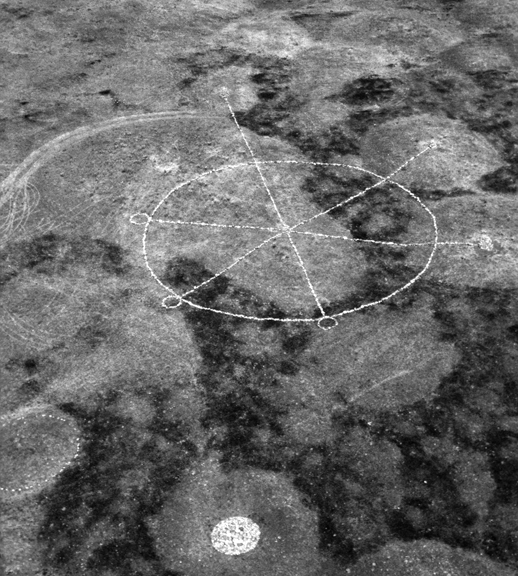
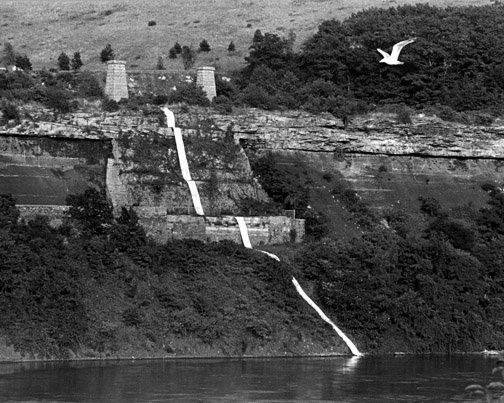